# 6110 Kazak
6110 Kazak este un asteroid din centura principală de asteroizi.

## Descriere
6110 Kazak este un asteroid din centura principală de asteroizi. A fost descoperit pe 4 iulie 1978 la Observatorul astrofizic din Crimeea de Liudmila Cernîh. El prezintă o orbită caracterizată de o semiaxă mare de 2,17 ua, o excentricitate de 0,23 și o înclinație de 3,9° în raport cu ecliptica.